# Библиотека за слепе „Др Милан Будимир”
Библиотека за слепе „Др Милан Будимир” се налази у београдској општини Стари град, а основана је 1971. године. Носи име по Милану Будимиру, српском класичном филологу, универзитетском професору и академику.

## Опште информације
Библиотека Савеза слепих Србије „Др Милан Будимир“ је почела са радом 1971. године, као баштиник претходних институција које су се бавиле послом штампања књига на брајевом писму и снимањем аудио књига. Налази се у Јеврејсој улици 24, а данас функционише у склопу Савеза слепих Србије.
Према последњем попису библиотека поседује више од шест хиљада наслова у аудио формату са преко тридесет хиљада јединица, више од педесет хиљада примерака књига на брајевом писму, различите публикације на брајевом писму и у аудио форматима, као и пет хиљада примерака књига обичном тиску.
Ова библиотека је највећа установа те врсте у овом делу Европе. Зграда библиотеке је опремљена са два студија и великим депоима за складиштење књига.